# Sępopol
Sępopol (în germană Schippenbeil) este un oraș în Polonia.